# Баня (община Чешиново-Облешево)
Вижте пояснителната страница за други значения на Баня.
Баня (на македонска литературна норма: Бања) е село в източната част на Северна Македония, в община Чешиново-Облешево.

## География
Селото е разположено в Кочанското поле, западно от град Кочани в подножието на Осогово.

## История
В XIX век Баня е изцяло турко село в Кочанска кааза на Османската империя. Според статистиката на Васил Кънчов („Македония. Етнография и статистика“) от 1900 година Бяна има 200 жители, всички турци.
След Междусъюзническата война в 1913 година селото попада в Сърбия.
Според Димитър Гаджанов в 1916 година в Баня живеят 130 турци и 59 българи.